# Dombasle-devant-Darney
Dombasle-devant-Darney település Franciaországban, Vosges megyében. Lakosainak száma 77 fő (2022. január 1.). Dombasle-devant-Darney Jésonville, Relanges, Sans-Vallois, Senonges, Belrupt, Bonvillet és Dommartin-lès-Vallois községekkel határos.

## Népesség
A település népességének változása:
| Lakosok száma | 85   | 82   | 81   | 80   | 79   | 78   | 78   | 77   |
|               | 2013 | 2015 | 2017 | 2018 | 2019 | 2020 | 2021 | 2022 |